# Lijst van personen uit Alphen-Chaam
Deze lijst geeft een overzicht van bekende personen die geboren zijn of hebben gewoond in de gemeente Alphen-Chaam in Nederland.

## Bestuur
- Anne Bax-Broeckaert, burgemeester van Chaam en waarnemend burgemeester van Nieuw-Ginneken
- Peter van Campenhout, burgemeester van Alphen-Chaam en Rozendaal
- Frans de Jong, Eerste Kamerlid voor het CDA
- Henk Krijgsman, burgemeester van Alphen en Riel, Budel en Westvoorne
- Joerie Minses, burgemeester van Alphen-Chaam
- Harrie Nuijten, burgemeester van Alphen-Chaam en waarnemend burgemeester van Reusel-De Mierden

- Ger van Oerle, burgemeester van Geffen, Nuland, Sint-Oedenrode en waarnemend burgemeester van Alphen en Riel
- Desiderius Jozef Theodorus Johannes Osse, burgemeester van Alphen en Riel en Waalre
- Johannes Jacobus Smits van Oyen, burgemeester van Alphen en Riel en Nuenen, Gerwen en Nederwetten
- Paul Wagtmans, waarnemend burgemeester van Chaam en Wouw
- Tom van der Weijden, burgemeester van Alphen en Riel
- Will van Zeeland, burgemeester van Chaam

## Religieuzen
- Joseph Baeten, bisschop

## Sporters
- Jelle Klaassen, darter
- Natascha den Ouden, veld- weg- en baanwielrenster

## Universitair
- Ruud de Moor, hoogleraar

Alkmaar · 
Almelo ·
Almere · 
Alphen-Chaam · 
Alphen aan den Rijn ·
Amersfoort · 
Amstelveen · 
Amsterdam · 
Apeldoorn · 
Arnhem · 
Assen ·
Baarn · 
Bergen op Zoom · 
Bilthoven · 
Bolsward · 
Boxtel · 
Breda · 
Bredevoort · 
Brunssum · 
Bussum · 
Delft ·
Den Haag ·
Den Helder · 
Deurne · 
Deventer · 
Doetinchem ·
Dokkum · 
Dordrecht · 
Drachten · 
Ede · 
Eindhoven · 
Emmen · 
Enschede · 
Franeker · 
Geleen · 
Gouda · 
Groenlo ·
Groningen · 
Haarlem · 
Harlingen ·  
Heemstede · 
Heerenveen · 
Heerlen · 
Helmond · 
Hengelo · 
's-Hertogenbosch · 
Hilversum · 
Hoogeveen · 
Hoorn · 
Horst ·
Kampen · 
Kerkrade · 
Leerdam · 
Leeuwarden · 
Leiden · 
Lelystad · 
Maastricht · 
Meppel ·  
Middelburg  ·
Nijkerk · 
Nijmegen · 
Oldenzaal · 
Ommen · 
Oss · 
Rijswijk (Zuid-Holland) · 
Roosendaal · 
Rotterdam · 
Schiedam · 
Sittard · 
Sittard-Geleen · 
Sneek · 
Soest · 
Stadskanaal · 
Tegelen · 
Tiel · 
Tilburg · 
Urk · 
Utrecht · 
Veenendaal · 
Veghel · 
Venlo · 
Venray · 
Vlaardingen · 
Vlissingen · 
Wageningen · 
Warnsveld · 
Weert · 
Winschoten · 
Woerden · 
Zeist · 
Zierikzee · 
Zoetermeer · 
Zutphen · 
Zwolle